# Die wunderbare Rettung
Die wunderbare Rettung (OT: Strange Cargo) ist ein US-amerikanischer Spielfilm aus dem Jahr 1940 und der letzte von acht Filmen, die das populäre Leinwandpaar Joan Crawford und Clark Gable seit 1931 gemeinsam drehten. Im Gesamtwerk von Frank Borzage gilt der Film mit seinen religiösen Untertönen als besonders typisches Beispiel für die metaphysische Leitidee des Regisseurs.

## Handlung
Der Film schildert die dramatische Flucht von acht Häftlingen und der Prostituierten Julie aus einer Sträflingskolonie in Französisch-Guayana. Unter der Leitung von Moll, einem brutalen Killer, begibt sich die Gruppe auf eine gefährliche Reise durch den Dschungel und über das Meer. Cambreau ist ein geheimnisvoller Mann, der die Gruppe wieder und wieder aus schier ausweglosen Situationen rettet und gleichzeitig Zuversicht auf eine bessere Zukunft ohne Verbrechen und Betrügereien verbreitet. Allmählich bekennen sich einzelne Mitglieder der Gruppe zu ihren Vergehen. Am Schluss der Reise wird für Verne, der bislang zynisch und abgebrüht war, deutlich, dass auch er Vergebung für seine Sünden braucht. Er bekennt sich offen zum christlichen Glauben und geht für seine Verfehlungen ins Gefängnis. Julie, die sich in Verne verliebt hat, verspricht auf ihn zu warten.

## Hintergrund
Die Karriere von Joan Crawford war seit Ende der 1930er in einer langfristigen Abschwungphase. Auftritte in aufwändig produzierten Konversationsstücken wie The Last of Mrs. Cheyney und Brennendes Feuer der Leidenschaft lockten die Fans nicht dauerhaft zurück in die Kinos. Erst der Auftritt in Die Frauen brachte 1939 eine Wendung zum Positiven. Crawford trat vermehrt in dramatischen Rollen und bekam zunehmend wieder positiven Kritiken.
Die wunderbare Rettung bildete die dritte Zusammenarbeit von Crawford und Frank Borzage. Sein Film Mannequin hatte der Schauspielerin einen der größten Hits ihre Karriere gegeben. Brennendes Feuer der Leidenschaft, ebenfalls von 1938, die ambitionierte Verfilmung eines Bühnenstücks, erwies sich jedoch als Reinfall. Die Rolle der Julie bedeutete eine radikale Abkehr vom bisherigen Image der Schauspielerin als gut gekleidete Dame der besseren Gesellschaft. Statt etlicher Kostümwechsel und ständig neuer Frisuren spielte Joan Crawford die Rolle mit nur einem Ensemble und fast ganz ohne Make-up. Betrug das Budget von Gilbert Adrian mitunter über $ 50.000, beschränkten sich Gesamtausgaben für Crawfords Garderobe in diesem Fall auf $ 40 für drei Exemplare eines Kleides, welche die Schauspielerin selber im Kaufhaus von der Stange erwarb.
Die Dreharbeiten waren überschattet von den Unstimmigkeiten zwischen Crawford und Gable um das Top-Billing, also die Frage, welcher Name zuerst auf den Kinoplakaten genannt werden würde. In den vorherigen sieben Filmen wurde stets Crawford das Recht zugestanden. Ihr Vertrag sicherte ihr diesen Status auch für Die wunderbare Rettung zu. Allerdings waren ihre letzten Filme kommerziell wenig erfolgreich, während Gable auf eine Reihe höchst lukrativer Produktionen verweisen konnte, darunter Vom Winde verweht. Am Ende musste Louis B. Mayer den eskalierenden Konflikt entscheiden. In einem Kompromiss bekam Gable Top-Billing in sämtlichen Printmedien, während Crawfords Name auf sämtlichen Filmkopien im Vor- und Abspann zuerst genannt wurde. Die beiden Schauspieler drehten nie wieder zusammen.
Die Schauspielerin war stolz auf das Erreichte:

„Clark und ich boten unsere beste gemeinsame Leistung in "Strange Cargo". Wir waren schon immer sehr vertraut, manches Mal auch zu vertraut, doch wir kannten uns und die Chemie war immer noch da und das hat zum Feuer auf der Leinwand beigetragen. Wir hatten gute Rollen, die Art, bei der die Kritiker schreiben, [man sei] "ganz darin aufgegangen". Die Handlung war gut, das Drehbuch exzellent und Frank Borzage ließ uns freien Lauf. Und Junge, wir sind gelaufen. Ich erinnere mich -- es war am zweiten Tag des Drehs. Wir probten gerade eine wichtige Szene, die ganz am Anfang des Films kam, und plötzlich sagte Clark, "Joan, was auch immer Du willst, ich tue es. Du bist eine Schauspielerin geworden und ich bin immer noch Clark Gable." Ich glaube, er unterschätzte sich, aber das war der Lauf der Dinge.“

## Probleme mit der Zensur
Der Film, der sich eng an die literarische Vorlage Not Too Narrow, Not Too Deep von Richard Sale hielt, geriet in massive Probleme mit dem Zensor. Das Studio wurde angewiesen, im Drehbuch die Darstellung von Sexualität und Gewalt auf ein verträgliches Maß zu reduzieren. Darüber hinaus gab es intensiven Druck von der katholischen Kirche und der ihr zugeordneten Catholic Legion of Decency, die sich an der Rolle von Ian Hunter störte. Die Legion bewertete den Film schließlich mit einem ein „condemned“'. Er war damit als unzumutbar für ein erwachsenes Publikum eingeordnet, die schwerste Missbilligung dieser Laieneinrichtung.
Die wunderbare Rettung durfte in verschiedenen Städten wie Detroit, Boston und Providence aufgrund der Entscheidung der örtlichen Zensurbehörden nicht zur Aufführung gelangen. Der Bundesstaat Rhode Island verbot die Aufführung aufgrund der offenen Darstellung von Sexualität komplett.

## Kinoauswertung
Der Film kam am 3. Januar 1940 in den nationalen Verleih. Mit Produktionskosten von 1.252.000 US-Dollar war es eine leicht überdurchschnittlich teure Produktion. Die Einnahmen in den USA betrugen 1.311.000 US-Dollar, zu denen noch weitere 603.000 US-Dollar aus dem Ausland kamen. Mit einem Gesamteinspielergebnis von 1.924.000 US-Dollar war der Film allerdings nur leidlich erfolgreich an der Kinokasse. Am Ende stand ein magerer Gewinn in Höhe von 21.000 US-Dollar.

## Kritiken
Die Kritiken waren teilweise durchwachsen. Etliche Rezensenten bemängelten die Länge des Films und die nicht immer gelungene Mischung aus Abenteuerfilm und christlicher Erweckungsgeschichte. Uneingeschränktes Lob gab es jedoch für Joan Crawford und ihre Darstellung.
Begeistert äußerte sich Film Daily:

„Die Schauspieler sind hochklassig und Joan Crawford gibt ihre bislang beste Darstellung.“

Sehr angetan zeigte sich Variety:

„Miss Crawford hat eine gute Rolle als verhärtetes Mädchen aus der Tanzhalle, die sich in einen Verurteilten verliebt. Die Rolle ist eine Abkehr von den bisherigen Charakteren, die sie in den letzten Jahren gespielt hat und erinnert an die frühere Arbeit, die sie damals populär gemacht hat. Obwohl der Film seine Fehler aufweist, wird die Crawford-Rolle dem Studio einen Hinweis geben, wie man ihre Talent künftig besser nutzen kann.“